# Pietari (ö i Mellersta Finland)
Pietari eller Verkkosaari är en ö i Finland. Den ligger i sjön Päijänne och i kommunen Kuhmois i landskapet Mellersta Finland, i den södra delen av landet, 150 km norr om huvudstaden Helsingfors. Öns area är 0,7 hektar och dess största längd är 160 meter i öst-västlig riktning.